# Goobuntu
Goobuntu — проприетарный дистрибутив Linux, основанный на Ubuntu. Дистрибутив используется только в компании Google, и не является доступным для всех.

## История
Некоторые полагают, что Google планирует начать широкое распространение этого дистрибутива. Google и Марк Шаттлворт, создатель Ubuntu, говорят что Goobuntu существует и используется внутри корпорации.
Марк Шаттлворт подтвердил, что Google выпускает патчи для Ubuntu, но отметил, что в то время как одни сотрудники Google используют эту модифицированную версию Ubuntu, другие используют модифицированные версии иных дистрибутивов Linux.

## Отказ от дистрибутива
На конференции DebConf'17, которая проходила в августе 2017 года, Google заявила о переходе с Goobuntu на gLinux.
Для того, чтобы перевести сотрудников с Goobuntu на gLinux, был создан специальный инструмент, который позволяет сделать «прозрачный» переход на gLinux.